# Аріель Мосур
Аріель Мосур (пол. Ariel Mosór, нар. 19 лютого 2003, Катовиці, Польща) — польський футболіст, центральний захисник клубу «Ракув» та молодіжної збірної Польщі.

## Ігрова кар'єра

### Клубна
Аріель Мосур є вихованцем футбольної академії столичного клубу «Легія». Під час його виступів у молодіжній команді „армійців“ зацікавленість у послугах футболіста виявляв ряд європейських клубів. Серед яких німецький «РБ Лейпциг» та англійський «Манчестер Юнайтед».
Влітку 2019 року футболіст був переведений до резервного складу «Легії», з яким виступав у Кубка країни. У 2020 році футболіст поїхав на зимові збори разом з основним складом. У другій половині того сезону Мосур зіграв в основі у чемпіонаті країни два матчі, що дало йому змогу отримати титул чемпіона Польщі. Але в наступному сезоні Мосур не з'являвся в основі в тому числі і через травми.
В липні 2021 року клуб Екстракласи «П'яст» підписав з захисником контракт на три роки. Першу гру в новій команді Мосур провів 8 серпня 2021 року. За підсумками сезону 2022/23 Аріель Мосур був визнаний кращим молодим гравцем сезону.
23 серпня 2024 року перейшов у клуб «Ракув» (Ченстохова), підписавши контракт на чотири роки.

### Збірна
З 2021 року Аріель Мосур є гравцем молодіжної збірної Польщі.

## Титули
Легія
 Чемпіон Польщі: 2019/20
Індивідуальні
- Кращий молодий гравець сезону: 2022/23
- Кращий молодий гравець місяця: березень 2022, квітень 2023

## Особисте життя
Батько Аріеля — Пйотр Мосур в минулому професійний футболіст, переможець Кубка та Суперкубка Польщі.